# Panoramique (audio)
Pour les articles homonymes, voir Panoramique.
Ne doit pas être confondu avec Balance audio.

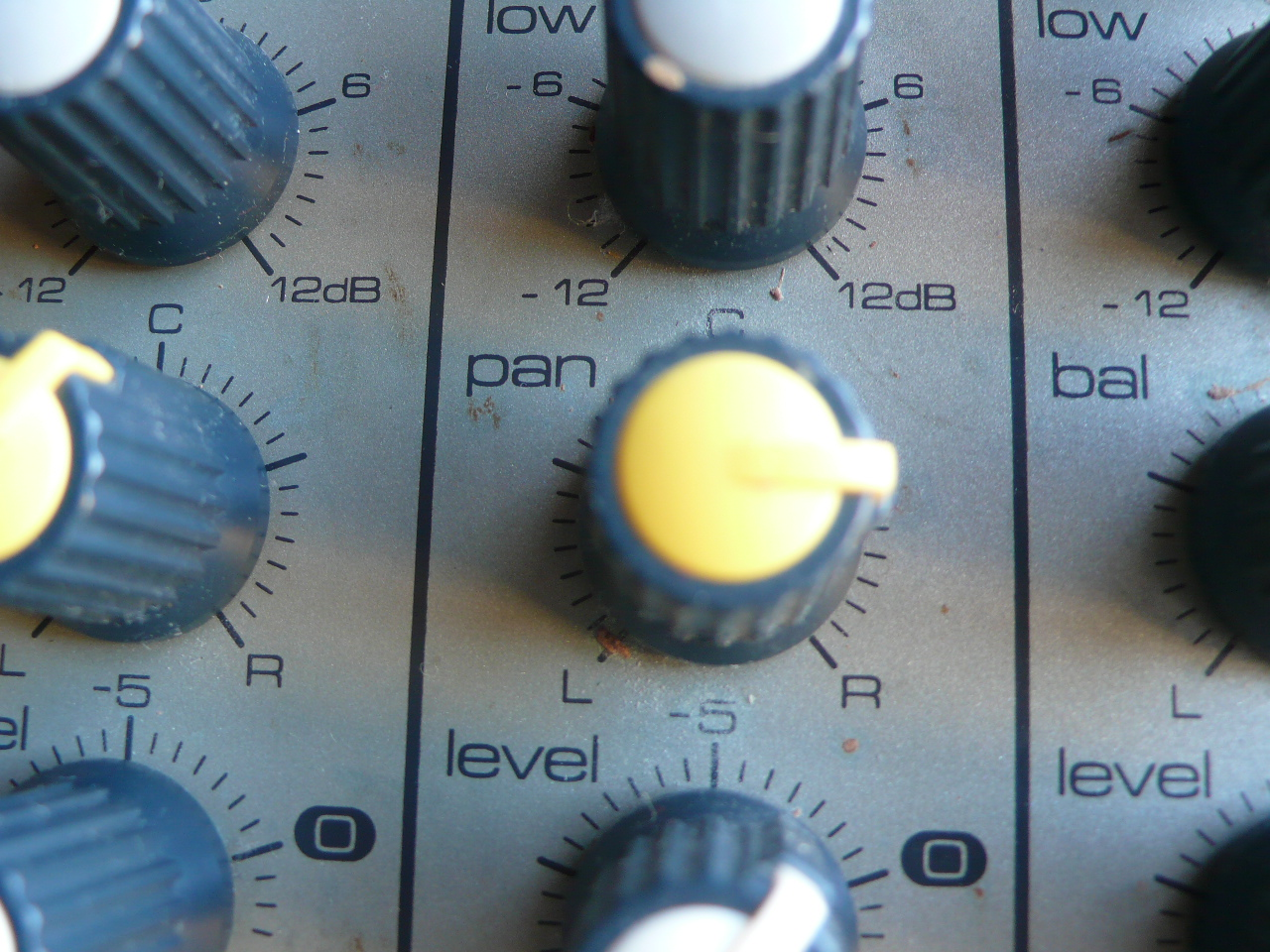
Bouton de potentiomètre de panoramique de mélangeur stéréo.

Le panoramique (aussi appelé pano ou pan par apocope) est un réglage des appareils de mixage destiné à placer un son dans l'espace sonore en conservant son volume.  En stéréophonie cela permet de placer le son de gauche à droite.

## Histoire
Sur les consoles de mixage stéréophoniques les plus anciennes et sur les plus simples, le signal d'une voie monophonique est commuté soit vers la voie de sortie gauche, soit vers la droite, soit vers les deux. Ce dispositif a l'avantage de n'exiger aucun composant actif, mais ne permet que trois positions. Les studios Disney ont inventé le potentiomètre de panoramique en 1938 pour permettre des réglages intermédiaires pour le premier film diffusé en stéréophonie, Fantasia.
Le nom de l'effet de déplacement de la source sonore est emprunté au panoramique du cinéma, un mouvement horizontal de la caméra sur son axe qui fait passer un objet d'un côté à l'autre.
Le bouton de panoramique se généralise avec la diffusion musicale stéréophonique dans les années 1960.

## Technique

### Construction
Pour répartir le signal monophonique entre les deux voies d'un canal stéréophonique, on utilise deux potentiomètres de courbe logarithmique montés sur le même axe, augmentant le volume d'un côté en même temps qu'ils le diminuent de l'autre. Pour que ce réglage n'interagisse pas avec ses voisins, le montage doit prévoir deux amplificateurs tampon.
Un auditeur idéalement placé entre les deux enceintes ne doit pas percevoir de modification du volume sonore lorsque le réglage passe d'un côté à l'autre. La puissance acoustique doit donc rester constante. Quand le panoramique est complètement d'un côté, un seul amplificateur fournit la puissance. Quand il est au milieu, les deux amplificateurs contribuent chacun pour la moitié. Il faut donc que le signal qu'ils reçoivent soit réduit de 3 décibels (dB).
Si on réduit le signal en monophonie par mélange de deux voies avec le panoramique au centre, les deux canaux contribuent de deux signaux identiques et en phase. Cette addition multiplie le niveau en tension du signal par deux, ce qui multiplie sa puissance par quatre. Comme le panoramique n'a diminué le niveau que de trois décibels, le résultat de la réduction monophonique d'un signal réparti sur un canal stéréophonique par un panoramique au centre est une augmentation du niveau de 3 dB.

### Plus de deux canaux
La commande de panoramique est plus difficile à réaliser lorsqu'il y a plus de deux canaux. Il faut autant de potentiomètres que de canaux, dont les mouvements doivent être combinés de façon plus complexe. La machine calcule les niveaux à envoyer à chacun des canaux gauche, centre, droite, arrière droit et arrière gauche.
La combinaison des niveaux pour chaque canal est aussi plus difficile à concevoir. Une même localisation spatiale pourrait s'obtenir avec plusieurs combinaisons de volumes de canaux. En 5.1, un son au centre peut se définir par n'importe quel mélange d'une distribution égale à gauche et à droite et d'une affectation au centre. Il n'existe pas de norme pour ce calcul, et les dispositifs de contrôle peuvent avoir des effets un peu différents.
Un petit manche à balai ou joystick permet, sur certaines consoles, de localiser la source de gauche à droite et d'avant en arrière. Sur des interfaces graphiques, on déplace une position de source virtuelle sur un espace carré ou rond sur lequel sont généralement indiquées les positions normalisées des haut-parleurs.

### Traitement d'un signal stéréo
Un signal stéréo est déjà placé dans l'espace. Pour pouvoir déplacer une source stéréo, il faut qu'on ne l'entende que dans une partie de l'espace qu'on peut reproduire avec le système.
Une méthode naïve pour faire tourner l'image sonore d'un signal stéréo est la balance des deux canaux, présente sur les voies stéréo des consoles de mixage comme sur les chaines hifi. Cependant le changement de la balance ne fait pas réellement tourner le son. Plus le son est près d'un côté, moins il bouge. Un son qui n'est que sur une des deux voies stéréo s'atténue sans changer de voie .
Pour traiter un signal stéréo, il faut séparer le signal stéréo en deux signaux mono, et régler les panoramiques de chacun. De cette façon, chaque bouton de panoramique place un des deux haut-parleurs virtuels correspondant au signal dans l'espace sonore. On peut, de cette manière, placer un signal stéréo réparti sur l'ensemble de l'espace, dans une portion limitée, par exemple la moitié gauche. On ne peut par cette méthode que réduire l'écartement de l'image sonore. C'est généralement tout ce dont on a besoin.
Si on désire l'élargir, il faut, soit par la matrice MS existant sur certaines consoles ou logiciels de mixage, soit en reconstituant cette matrice avec plusieurs tranches de console pourvues d'un commutateur d'inversion de phase, convertir le signal stéréophonique droite-gauche en un signal MS (« mid-side », milieu - côté), qui est celui qu'on emploie en diffusion radio FM analogique ou en gravure de disque microsillon stéréophoniques :
{\displaystyle {\begin{cases}M=L+R-3dB\\S=L-R-3dB\end{cases}}}
Dans cette représentation, le signal S, représentant l'écartement par rapport au centre, permet de régler la largeur de l'effet stéréo. Si on réduit le signal S, on rétrécit l'écart entre les sources apparentes dans le signal stéréophonique. Si on l'amplifie, on élargit au contraire l'image sonore.

## Application
Le panoramique est le réglage de base de la spatialisation d'un son monophonique. Néanmoins, il ne suffit pas à générer une image sonore large. En écoute au casque, la position du son est vague et mal fixée, parce qu'il manque la différence d'instant d'arrivée entre les deux oreilles, pour les sons qui ne sont pas au centre. Avec deux haut-parleurs dans un local d'écoute, les réflexions sur les parois donnent à l'auditeur des indications sur l'origine des sons. Il perçoit trop bien que les haut-parleurs sont les sources, et il en résulte un trou au milieu.
Pour éviter cet effet, on ajoute la plupart du temps une réverbération artificielle stéréophonique au signal produit par le panoramique. Le canal gauche et le canal droit d'une réverbération stéréophonique différent par les premières réflexions, qui, arrivant à l'oreille quelques centièmes de seconde après le son direct, donnent une idée de la position de la source par rapport aux parois d'un local, tandis que la durée de réverbération est uniforme pour tous les emplacements. Un mixage soigneux peut même utiliser plusieurs effets de réverbération, avec des premières réflexions différentes, par groupes de position dans le champ sonore. Des logiciels permettent d'intégrer la variation des premières réflexions au bouton de panoramique.
L'audition humaine tire une perception de la direction d'origine des sons de deux bandes de fréquence, les médiums vers 1500 à 3 000 Hz et les extrêmes aigües. Les sources qui ont de fortes composantes dans ces plages se placent dans l'espace ; tenter d'utiliser le panoramique pour placer les autres, riches surtout en basses, sur le côté, n'aurait guère d'effet perceptible.
En sonorisation, les locaux ont le plus souvent trop de réverbération naturelle pour qu'on en ajoute, au risque de rendre le son confus et la parole inintelligible. En augmentant légèrement le niveau des haut-médiums, on rend l'origine latérale du son plus évidente.